# Лелия Младша
Лелия Младша (на латински: Laelia Minor) е римлянка от Древен Рим през 2 и 1 век пр.н.е.

## Биография
Лелия е дъщеря на Гай Лелий (консул 140 пр.н.е.). Сестра е на Лелия Стара, която се омъжва за Гай Фаний (консул 122 пр.н.е.). Баща ѝ умира през 123 пр.н.е.
Лелия се омъжва за философа и политик Квинт Муций Сцевола, който е авгур и консул през 117 пр.н.е. Те имат един син и две дъщери. Едната им дъщеря Муция се омъжва за оратора Луций Лициний Крас, a по-малката им дъщеря Муция Млада се омъжва за Гай Марий Младши.
Лелия Младша е баба на Лициния Краса Стара и Лициния Краса Млада.
Цицерон пише за нея в Laelius de amicitia.